# Antonio Zurru
Antonio Francesco Zurru (Nuoro, 4 gennaio 1945 – Nuoro, 1º novembre 2017) è stato un politico italiano.

## Biografia
Ragioniere, già dirigente della Lega delle Cooperative e Mutue, e successivamente Consulente nel settore Lattiero-caseario, esponente del Partito Comunista Italiano nuorese, dopo essere stato eletto consigliere comunale alle elezioni del 1980, assessore al bilancio con il sindaco Annicco Pau eletto il 02 02 1981,  è stato anche  il primo sindaco comunista di Nuoro, stando in carica dal 13 ottobre 1989 al 21 maggio 1991. In seguito rimase consigliere comunale fino al 1995 in rappresentanza del PDS.
È morto il 1º novembre 2017, all'età di 72 anni.